# IC 3978
IC 3978  ist eine Spiralgalaxie vom Hubble-Typ S? im Sternbild Haar der Berenike am Nordsternhimmel.
Das Objekt wurde am 27. Januar 1904 von Max Wolf entdeckt.